# Liste von Seen im Pfälzerwald

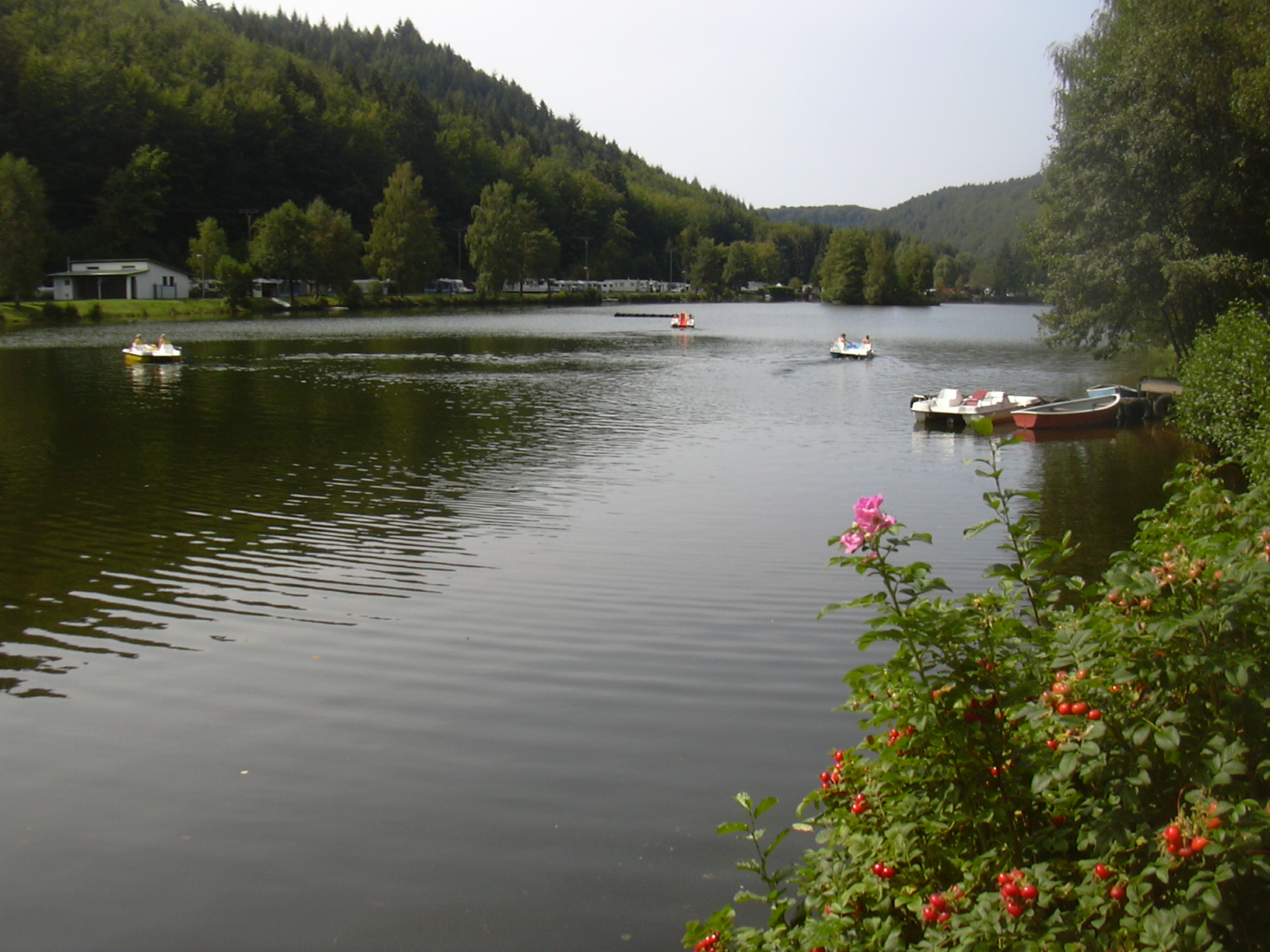
Clausensee, Woog des Schwarzbachs

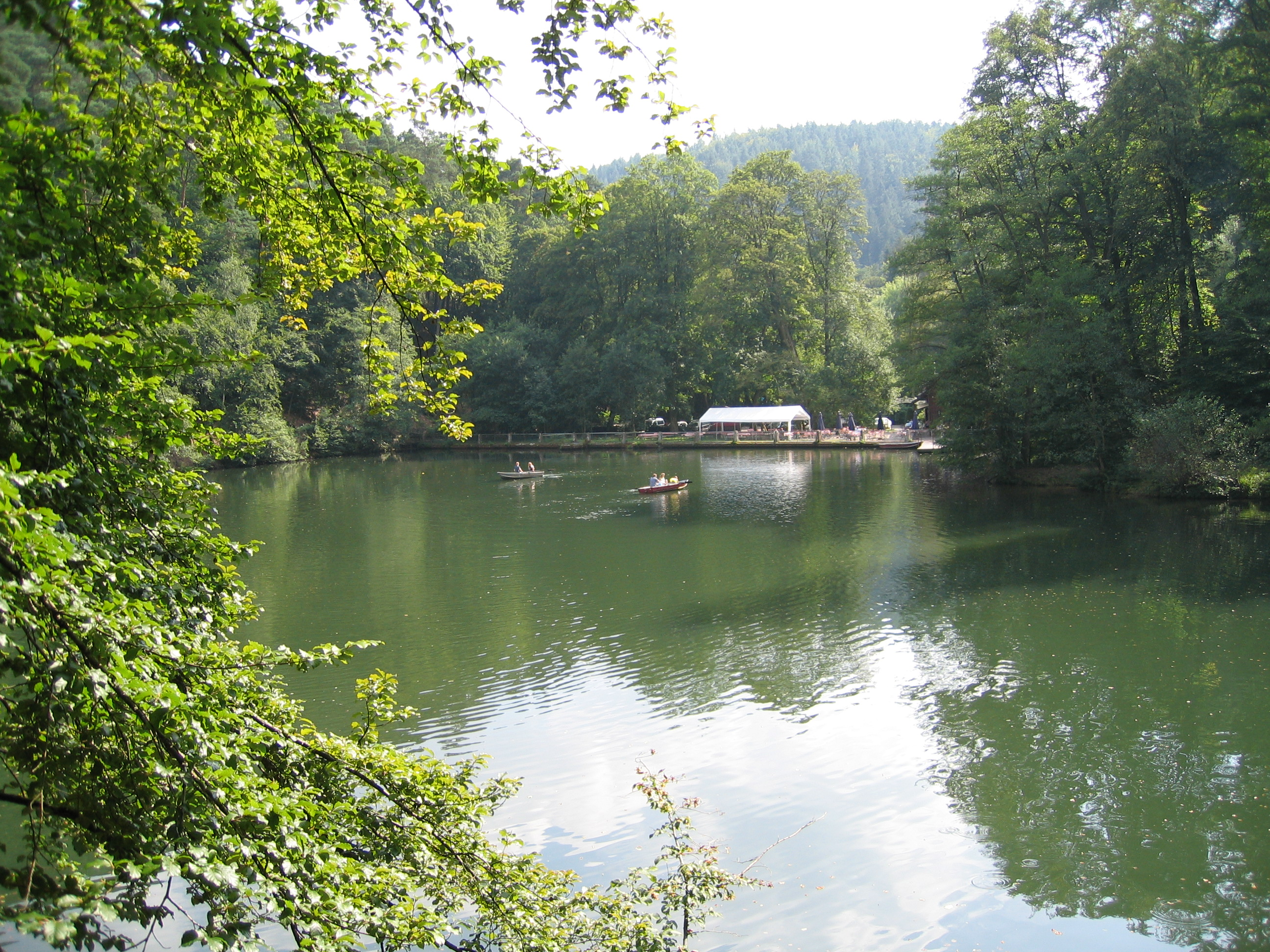
Isenachweiher, Woog der Isenach

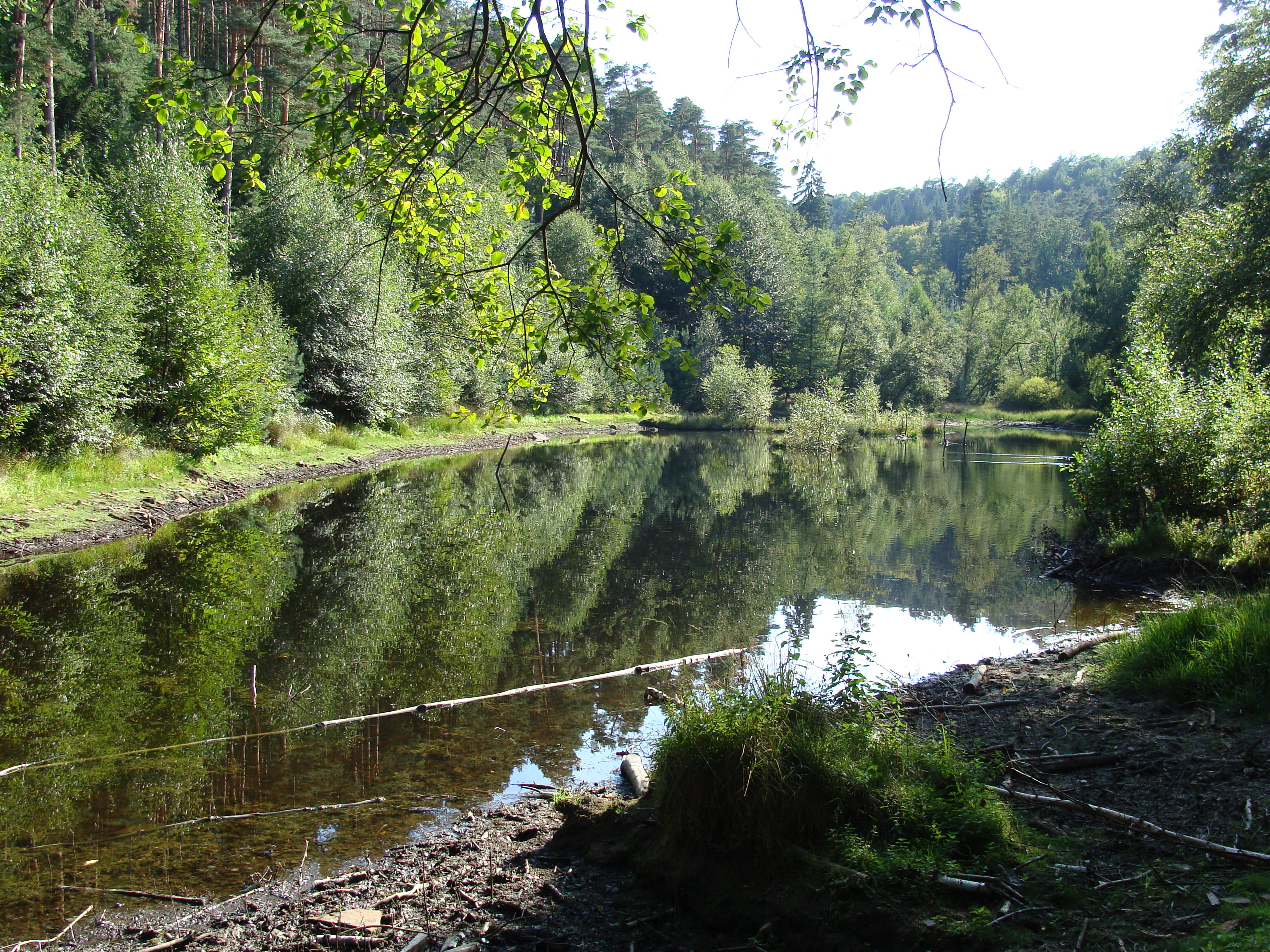
Ungeheuersee, ehemalige Viehtränke im Verlauf des Krumbachs

Die Liste von Seen im Pfälzerwald umfasst sämtliche Seen innerhalb des Pfälzerwaldes. Die Liste erhebt keinen Anspruch auf Vollständigkeit.
Im Pfälzerwald gibt es nur wenige Naturseen, die allesamt nicht über Teichgröße hinauskommen. Seit dem Mittelalter wurden hingegen zahlreiche Stauseen angelegt, die zumeist Wooge genannt werden. Sie dienten als Wasserspeicher für Mühlen, als Fischteiche und, auch unter der Bezeichnung Klause, bis etwa zur Wende vom 19. zum 20. Jahrhundert der Trift von Schnittholz.

## Seen
- Biedenbacher Woog (Stausee des Leinbachs)
- Clausensee (Stausee des Schwarzbachs bei Clausen)
- Dämmelswoog (Stausee bei Fischbach)
- Eckbachweiher (Stausee des Eckbachs bei Neuleiningen-Tal)
- Eiswoog (Stausee des Eisbachs bei Ramsen)
- Finsterthaler Woog (Stausee des Leinbachs)
- Gambswoog oder Gambsklause (Stausee des Lauter-Quellflusses Wartenbach östlich von Merzalben)
- Gelterswoog (Stausee des Hoheneckermühlbachs)
- Hammerwoog oder Blechhammerweiher (Stausee des Wurzelwooggrabens in Kaiserslautern)
- Helmbachweiher (Stausee des Kohlbachs kurz vor dessen Mündung in den Helmbach)
- Isenachweiher (Stausee der Isenach)
- Jagdhausweiher (Stausee des Aschbachs südlich von Kaiserslautern-Dansenberg)
- Katzenwoog (Stausee des Katzenwoogbachs bei Kaiserslautern)
- Klößweiher (Stausee des Rösselsbachs in Ludwigswinkel)
- Königsweiher (Stausee des Saarbachs in Schönau)
- Kolbenwoog (Stausee eines linken Zuflusses des Hoheneckermühlbachs)
- Mühlweiher (Stausee des Dielbachs am Saarbacherhammer bei Ludwigswinkel)
- Mühlwoog (Stausee des Leinbachs kurz vor dessen Mündung in den Hochspeyerbach)
- Pfälzerwoog oder Pfalzwoog (Stausee des Pfälzerwoogbachs bei Fischbach)
- Schöntalweiher (Stausee des Bachs vom Reißlerhof in Ludwigswinkel)
- Schweinswoog (Stausee des Eußerbachs bei Eußerthal)
- Seewoog (Stausee des Leinbachs bei Waldleiningen)
- Silzer See (Stausee des Klingbachs bei Silz)
- Spießwoog (Stausee des Spießbachs bei Fischbach)
- Stüdenwoog (Stausee des Stüdenbachs bei Eppenbrunn)
- Ungeheuersee (künstliche Vertiefung einer natürlichen Senke im Verlauf des Krumbachs bei Weisenheim am Berg)
- Vogelwoog (Stausee des Wurzelwooggrabens in Kaiserslautern)
- Walzweiher (Stausee des Aschbachs neben der Bundesstraße 270)